# Камистибас
Камистиба́с (каз. Камыстыбас) — станційне селище у складі Аральського району Кизилординської області Казахстану. Адміністративний центр Камистибаського сільського округу.
У радянські часи селище називалось Камислибас або Камишлибаш.
Населення — 1904 особи (2021; 1769 у 2009, 1531 у 1999, 1561 у 1989).